# Enganyapastors de jungla
L'enganyapastors de jungla (Caprimulgus indicus) és una espècie d'ocell de la família dels caprimúlgids (Caprimulgidae) que habita boscos, matolls i conreus de l'Índia i Sri Lanka.